# خولیو سزار سرانو
خولیو سزار سرانو (اسپانیایی: Julio Cesar Serrano‎؛ زادهٔ ۱ مارس ۱۹۸۱) بازیکن فوتبال اهل آرژانتین است.

## باشگاهی
از باشگاه‌هایی که در آن بازی کرده‌است می‌توان به باشگاه فوتبال اسلوان براتیسلاوا اشاره کرد.